# كلارنس كولمان (لاعب كرة قاعدة)
كلارنس كولمان (بالإنجليزية: Clarence Coleman)‏ هو لاعب كرة قاعدة أمريكي، (ولد في لويفيل في الولايات المتحدة 1884  م).